# Procontarinia mangiferae
Espèce
Procontarinia mangiferae (cécidomyie des fleurs du manguier) est une espèce d'insectes diptères de la famille des Cecidomyiidae, à répartition pantropicale.
Cette cécidomyie (moucheron), inféodée au manguier, est un ravageur important des cultures de mangues, notamment à La Réunion. Cet insecte infeste aussi bien les jeunes pousses et les feuilles que les inflorescences du manguier.

## Synonymes
Selon Catalogue of Life (15 octobre 2013) :
- Rhabdophaga mangiferae Mani, 1938
- Mangodiplosis mangiferae Tavares, 1918
- Erosomyia indica Grover & Prasad, 1966
- Erosomyia mangiferae Felt.